# France Rail Pass
 (janvier 2022).
Si vous disposez d'ouvrages ou d'articles de référence ou si vous connaissez des sites web de qualité traitant du thème abordé ici, merci de compléter l'article en donnant les références utiles à sa vérifiabilité et en les liant à la section « Notes et références ».
 (novembre 2012).
 (janvier 2022).

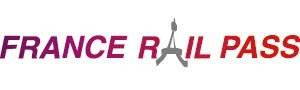
Logo de France Rail Pass

Le France Rail Pass est un pass permettant de voyager en France. Il est uniquement réservé aux personnes résidant en permanence hors d’Europe, d’Afrique du Nord et de Turquie. Il permet de voyager de manière illimitée sur le réseau ferré de France.
Le France Rail Pass est géré par SNCF Voyages et Développement pour le groupe SNCF. SNCF est aussi présente à l'international et le France Rail Pass en est le fer de lance auprès des Rail Europe, distributeurs de la SNCF à l'étranger.

## Historique du France Rail Pass
Après avoir contribué au succès des pass Eurail et InterRail la SNCF a décidé, en 2008, de créer le France Rail Pass pour permettre aux touristes étrangers de découvrir le vrai visage de la France en leur permettant de prendre le train et de découvrir les grandes villes et la campagne française.
Le succès du France Rail Pass a été important[réf. nécessaire].

## Comment ça marche?
Le France Rail Pass est utilisable principalement sur le réseau ferré de France, il est utilisable par les enfants et les adultes. Le pass peut être utilisé en France mais aussi pour de nombreuses destinations européennes grâce aux trains européens en s’acquittant d’une réservation.
La réservation des places peut se faire au maximum 90 jours avant la date du départ du train choisi.

## Les différents types de France Rail Pass

### France Rail Pass Premium
Le France Rail Pass Premium a été créé en 2010. Il permet de voyager de la même manière qu’un France Rail Pass classique avec les avantages d’un service de conciergerie privé. 
Le France Rail Pass Premium a été créé pour permettre aux voyageurs de découvrir la France avec beaucoup de facilité en leur rendant la vie plus simple (par exemple : réservation d’hôtel de restaurant)

### Les autres France Rail Pass
Il existe 4 France Rail Pass différents.

#### Regular France Rail Pass
Le Regular France Rail Pass donne accès à des voyages sur le réseau ferré français de façon illimitée (de 3 à 9 jours de voyage en train à utiliser dans un mois). Ce pass est destiné aux adultes âgés de 26 à 59 ans.

#### France Rail Pass Saver
Le France Rail Pass Saver est à destination de groupes composés de 2 à 5 personnes voyageant ensemble sur la même période et sur les mêmes trajets de train. Ce pass est non transférable à une autre personne et il peut être utilisé aussi bien en 1re qu’en 2de classe. Il permet de voyager sur le réseau ferré de France de manière illimitée (de 3 à 9 jours de voyage en train à utiliser dans un mois).

#### France Rail Pass Youth
Le France Rail Pass Youth est destiné aux voyageurs âgés de 12 à 26 ans. Il permet de voyager sur le réseau ferré de France de manière illimitée (de 3 à 9 jours de voyage en train à utiliser dans un mois)

#### France Rail Pass Senior
Le France Rail Pass Senior s’adresse aux voyageurs âgés de plus de 60 ans et est uniquement utilisable en 1re classe. Il permet de voyager sur le réseau ferré de France de manière illimitée.

## Éligibilité
Le France Rail Pass peut être acheté uniquement par des personnes résidant hors d’Europe, d’Afrique du Nord et de Turquie. Il peut être acheté sur les sites Rail Europe qui sont les distributeurs officiels du France Rail Pass.

## Trains

### Les trains en France
Grâce au France Rail Pass, il est possible de voyager dans différents types de trains :

#### TGV: Train à Grande Vitesse
TGV signifie Train à Grande Vitesse. Il a été créé en 1981 et il est le train le plus rapide en Europe. Le TGV transporte plus de 100 millions de voyageurs chaque année.

#### Intercités
Le Train Intercités dessert toutes les gares que ne dessert pas encore le TGV. Ils ont été conçus pour assurer un confort optimal aux voyageurs.
Le train Intercités relie aussi les grandes agglomérations françaises entre elles. Vous pourrez apprécier la vue sur le paysage français ; ce qui est particulièrement vrai pour les trains Intercités de Normandie.

#### TER
Le TER qui signifie Train Express Régional bénéficie d’un réseau exceptionnel de 30 000 km de rails à travers toute la France. Les trains TER font le lien entre les agglomérations et les petites villes qui l’entourent. Les types de trains circulant sur ces lignes sont très variés.

#### IntercitésTrains de nuit
Voyager à bord d’un train Intercités est sûrement la meilleure solution pour gagner du temps et de l’argent. Les trains Intercités relient Paris jusqu’au sud de la France en une nuit.

### Les Trains Européens

#### Eurostar
Il est l’un des trains les plus célèbres au monde. L’Eurostar emmène les voyageurs du centre de Paris jusqu’au cœur de Londres, en parcourant les 52 km du tunnel sous la Manche. La durée passée dans le tunnel n’est que de vingt minutes. Il a été démontré que ce temps était bien inférieur à celui d’utilisation des transports en commun souterrains chaque jour par beaucoup de gens.

#### Thalys
Le Train à Grande Vitesse Rouge reliant la France à la Belgique, l’Allemagne et la Hollande.

#### TGV Lyria
Le TGV Lyria est un TGV franco-suisse qui relie la France à la Suisse et permet aux sommets alpins d’être à seulement 3 h 30 de la capitale française.

#### Elipsos
Le train Elipsos est un train de nuit qui permet au voyageur de se relaxer en attendant d’arriver en Espagne. Le train Elipsos est équipé de tout le confort et de sanitaires permettant de visiter l’Espagne dès l’arrivée du voyageur en gare.